# 20642 Laurajohnson
20642 Laurajohnson è un asteroide della fascia principale. Scoperto nel 1999, presenta un'orbita caratterizzata da un semiasse maggiore pari a 3,1046392 UA e da un'eccentricità di 0,1419839, inclinata di 5,17861° rispetto all'eclittica.